# 송현로 (인천)
송현로(Songhyeon-ro)는 인천광역시 동구 송현동에 있는 도로로, 총 연장은 765m이다. 이름이 유래된 것은 송현동 명칭이 인용되어 부여된 인지도 높은 기존 도로명을 반영했기 때문이다.

## 역사
- 2009년 11월 3일 : 도로명으로 송현로를 고시

## 주요 경유지
- 동구
  - 송현1,2동 - 송현3동

## 접촉하는 도로
- 화도진로
- 화수로
- 인중로
- 중봉대로

## 주요 건물 및 시설
- 송현프라자 (송현로 1/송현동 72-129)
- 솔빛마을 상가B동 (송현로 24/송현동 154)
- 동인천역코아루시티 (송현로 25/송현동 64-3)
- 화도진새마을금고 본점 (송현로 30/송현동 157)
- 송현프라자 (송현로 38/송현동 158)
- 솔빛마을 주공2차아파트 (송현로 39/송현동 165)
- 솔빛마을 상가A동 (송현로 44/송현동 154)
- 솔빛마을 주공아파트 (송현로 50/송현동 154)